# Haarkur
Haarkuren dienen der Haarpflege. Sie enthalten Pflegestoffe und werden nach der Haarwäsche angewendet.

## Verwendung
Haarkuren finden je nach Haartyp unterschiedlich häufig Anwendung. Bei gesundem Haar empfiehlt sich eine wöchentliche Anwendung, wobei bei strapaziertem Haar nach jeder zweiten Haarwäsche eine Haarkur verwendet werden sollte. Die Haarkur wird auf das gewaschene, handtuchtrockene Haar aufgetragen und verbleibt je nach Herstellerangaben in den Haaren. Dabei lassen sich zwei Typen von Haarkuren unterscheiden:
- Rinse-off-Haarkuren werden nach 2–10 Minuten wieder gründlich ausgewaschen[1]
- Leave-in-Haarkuren verbleiben im Haar und werden nicht ausgespült[1]

Bei Haaren, die zusätzlich durch Färbungen strapaziert sind, sollten Haarkuren mit Eiweißhydrolysaten, Lipiden, Panthenol und Konditionierungsmitteln verwendet werden.

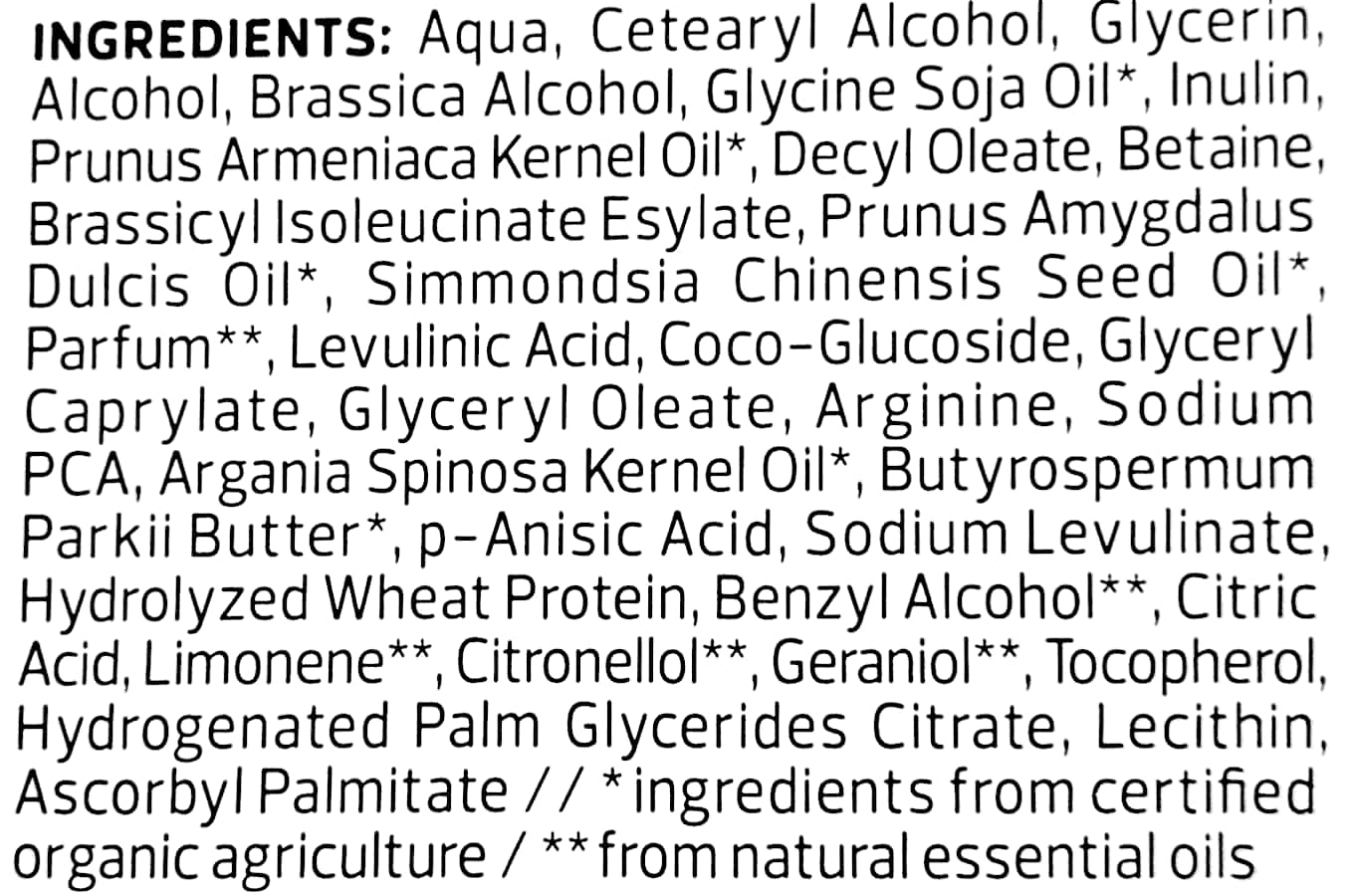
INCI-konforme Angabe der Inhaltsstoffe einer Haarkur.

## Inhaltsstoffe
Haarkuren sind halbfeste Emulsionen aus Emulgatoren, flüssigen bis festen Lipiden, Konsistenzgebern, Feuchthaltemittel, ätherischen Ölen, Pflanzenextrakte, Konditionierungsmitteln, Konservierungsmittel, Duftstoffe, Puffern, Wasser, Alkoholen und zusätzlichen Wirkstoffen (je nach Haartyp).  Hauptinhaltsstoff der meisten Haarkuren sind jedoch Rückfetter, wie zum Beispiel Fettalkohole, fette Öle, Silikone und Paraffine.

## Wirkung
Das Ergebnis nach der Verwendung von Haarkuren ist eine verbesserte Nasskämmbarkeit, zusätzlicher Glanz und Geschmeidigkeit der Haare. Trockene Haare werden leicht gefettet und bewahren ihre Feuchtigkeit. Bei fettigen Haaren legt sich eine Isolierschicht auf das Haar, was die Nachfettung verzögert. Kuren, die speziell für die Haarspitzen sind, sollen den Spliss verzögern und können bei jedem Haartyp gleichermaßen verwendet werden. Bei feinen, dünnen Haaren sollten nur Kuren für diesen Haartyp verwendet werden, da die Haare sonst zu schwer und strähnig werden.